# Thereva elizabethae
Thereva elizabethae är en tvåvingeart som beskrevs av Holston och Irwin 2005. Thereva elizabethae ingår i släktet Thereva och familjen stilettflugor. Inga underarter finns listade i Catalogue of Life.